# Canal pancréatique principal
Pour les articles homonymes, voir CPP.

Pancreatic duct

Le canal pancréatique principal (CPP), ou canal de Wirsung (nom abandonné depuis la Terminologia Anatomica), est, chez les mammifères, le principal canal exocrine du pancréas. Il conduit les sucs jusqu’à la papille duodénale majeure du duodénum, via le muscle sphincter de l’ampoule hépatopancréatique (ancien sphincter d'Oddi) et l’ampoule hépatopancréatique (ancienne ampoule de Vater).
Son nom vient de l’anatomiste allemand Johann Georg Wirsung.
Chez les mammifères, il existe un autre canal pancréatique, dit accessoire : le canal pancréatique accessoire (ancien canal de Santorini). Pour d'autres familles de 
vertébrés, comme chez certains oiseaux de proie ou vautours, il n'y a qu'un seul canal pancréatique.